# Eleccions legislatives croates de 1992
Les Eleccions legislatives croates de 1992 es van dur a terme el 2 d'agost de 1992 per a escollir els 138 membres del Sabor croat. Foren les primeres eleccions celebrades des que Croàcia proclamà la seva independència, i es feien en circumstàncies excepcionals, ja que gairebé una tercera part del territori croat era ocupat per les forces de la República sèrbia de Krajina i irregulars txètniks. El mateix any també se celebraren les primeres eleccions presidencials croates. La Unió Democràtica Croata, va obtenir la majoria absoluta i Hrvoje Šarinić fou nomenat primer ministre de Croàcia.

## Distribució dels escons

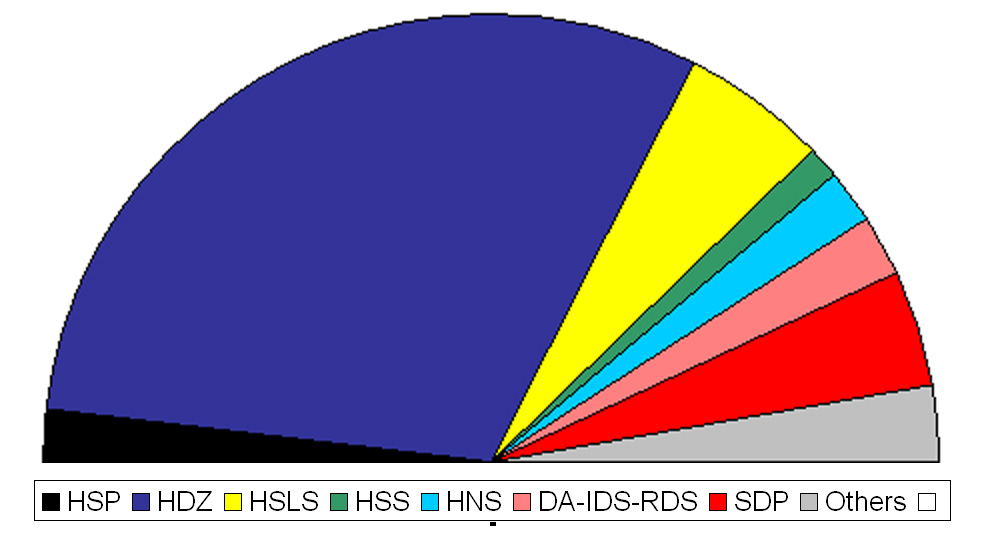
Composició del parlament

## Resultat de les eleccions
Resultats de les eleccions celebrades el 2 d'agost de 1992 al Parlament croat (Hrvatski Sabor)
| |                                                                         | Llistes de candidats | Llistes de candidats | Llistes de candidats | Llistes de candidats | Constituències individuals | Constituències individuals | Total (incloses minories nacionals) | Total (incloses minories nacionals) |
| Partits i coalicions | Partits i coalicions                                                    | Vots                 | %                    | Escons               | %                    | Escons                     | %                          | Escons                              | %                                   |
| --- | ----------------------------------------------------------------------- | -------------------- | -------------------- | -------------------- | -------------------- | -------------------------- | -------------------------- | ----------------------------------- | ----------------------------------- |
| Unió Democràtica Croata (Hrvatska demokratska zajednica)                                                                           | Unió Democràtica Croata (Hrvatska demokratska zajednica)                | 1,176,437            | 44.68                | 31                   | 51.67                | 54                         | 90.00                      | 85                                  | 61.59                               |
| Partit Social Liberal Croat (Hrvatska socijalno liberalna stranka)                                                                 | Partit Social Liberal Croat (Hrvatska socijalno liberalna stranka)      | 466,356              | 17.71                | 12                   | 20.00                | 1                          | 1.67                       | 14                                  | 10.14                               |
| Partit Croat dels Drets (Hrvatska stranka prava)                                                                                   | Partit Croat dels Drets (Hrvatska stranka prava)                        | 186,000              | 7.06                 | 5                    | 8.34                 | 0                          | 0                          | 5                                   | 3.62                                |
| Partit Popular Croat (Hrvatska narodna stranka)                                                                                    | Partit Popular Croat (Hrvatska narodna stranka)                         | 176,214              | 6.69                 | 4                    | 6.67                 | 0                          | 0                          | 6                                   | 4.35                                |
| Partit Socialdemòcrata de Croàcia (Socijaldemokratska partija Hrvatske)                                                            | Partit Socialdemòcrata de Croàcia (Socijaldemokratska partija Hrvatske) | 145,419              | 5.52                 | 3                    | 5.00                 | 0                          | 0                          | 11                                  | 7.97                                |
| Partit Camperol Croat (Hrvatska seljačka stranka)                                                                                  | Partit Camperol Croat (Hrvatska seljačka stranka)                       | 111,869              | 4.25                 | 3                    | 5.00                 | 0                          | 0                          | 3                                   | 2.17                                |
| Coalició: | Acció Dàlmata (Dalmatinska akcija)                                      | 83,623               | 3.18                 | 2                    | 3.34                 | 4                          | 8.34                       | 6                                   | 4.35                                |
| Coalició: | Assemblea Democràtica Istriana (Istarski demokratski sabor)             | 83,623               | 3.18                 | 2                    | 3.34                 | 4                          | 8.34                       | 6                                   | 4.35                                |
| Coalició: | Unió Democràtica de Rijeka (Riječki demokratski savez)                  | 83,623               | 3.18                 | 2                    | 3.34                 | 4                          | 8.34                       | 6                                   | 4.35                                |
| Partit Popular Serbi (Srpska narodna stranka)                                                                                      | Partit Popular Serbi (Srpska narodna stranka)                           | 0                    | 0                    | 0                    | 0                    | 0                          | 0                          | 3                                   | 2.17                                |
| Independents | Independents                                                            | 0                    | 0                    | 0                    | 0                    | 1                          | 1.67                       | 5                                   | 3.62                                |
| Total (participació 75,61%) | Total (participació 75,61%)                                             |                      |                      | 60                   | 100.00               | 60                         | 100.00                     | 138                                 | 100.00                              |
| Vots nuls | Vots nuls                                                               | 59,338               |                      |                      |                      |                            |                            |                                     |                                     |
| Vots vàlids | Vots vàlids                                                             | 2,690,873            |                      |                      |                      |                            |                            |                                     |                                     |
| Votants registrats | Votants registrats                                                      | 3,558,913            |                      |                      |                      |                            |                            |                                     |                                     |
| Font: Facultat de Ciències Polítiques Arxivat 2008-01-27 a Wayback Machine. i Izbori-hr.info Arxivat 2016-03-03 a Wayback Machine. |                                                                         |                      |                      |                      |                      |                            |                            |                                     |                                     |

## Distribució dels escons de les minories
- Serbis: 3
- Hongaresos: 1
- Italians: 1
- Txecs i Eslovacs: 1
- Austríacs, búlgars, alemanys ètnics, Polonesos, roma, romanesos, rusyns, rússos, turcs, ucraïnesos, valacs i jueus: 1
- Albanesos, bosnians, montenegrins, macedonis, eslovens: 1